# André Ekyan
André Ekyan (24 de octubre de 1907 en Meudon - † el 9 de agosto de 1972 cerca de Alicante) fue un músico de jazz (clarinete, saxofón), compositor y arreglista francés.

## Vida
Fue un instrumentista autodidacta, comenzó su carrera como músico en el club Le Perroquet, donde tocó con el saxofonista belga Paul Gason y su Versatile Orchestra y dirigió su propia orquesta. En la década de 1930 actuó en numerosos clubes, como l'Abbaye de Thélème, el Fétiche y el Music Box. Allí conoció a muchos músicos importantes de la época, como Philippe Brun, Harry Cooper, Freddie Johnson y Guy Paquinet.
En 1931 tocó con Jack Hylton. Entre 1931 y 1932, dirigió la orquesta del club Croix du Sud, en la que también participaban Stéphane Grappelli, Alain Romans, Django Reinhardt y Alix Combelle. También tocó en otra orquesta con Michel Emer y el baterista Max Elloy. En 1933 actuó en la Sala de Música del Olympia de París con Grégor et ses Grégoriens.
El 16 de marzo de 1934 grabó “Presentation Stomp” con Reinhardt en la orquesta de Michel Warlop. Eykan también participó en la sesión de Reinhardt con Coleman Hawkins el 2 de marzo de 1935, en la que se grabaron Blue Moon, Avalon y What a Difference a Day Made. En abril de 1937 se realizaron más grabaciones con Coleman, Reinhardt, Benny Carter y Alix Combelle ("Honeysuckle Rose", "Crazy Rhythm", "Out of Nowhere" y "Sweet Georgia Brown"). Ese mismo año, Ekyan grabó un 78 RPM con su propio nombre para el sello Swing ("Pennies from Heaven"). En mayo de 1939, Eykan tocó en trío con Reinhardt y el bajista Lucien Simoën ("Dream Ship"/"I Can't Believe That You're in Love with Me").
En 1935 tocó con su formación Jazz Ekyan en los cafés de baile de los Campos Elíseos. En 1936 fundó el restaurante bar de baile Swing Time, donde también dirigió la orquesta organizada por el Hot Club de France, las fiestas de té Swing Time, en las que también participaron numerosos músicos aficionados a la música de baile y al jazz. Ese mismo año actuó con su orquesta en una gala de jazz en la École Normale de Musique. En 1937 grabó con Coleman Hawkins, Benny Carter y Tommy Benford; También tocó con Tommy Dorsey (1936), Ray Ventura (1938), Joe Turner y Frank Goudie (1939).
Durante la Segunda Guerra Mundial continuó trabajando con su quinteto, con el que actuó en el Cine Normandie y en la Salle Pleyel. Tras el fin de la guerra volvió a tocar con Django Reinhardt, así como con Mezz Mezzrow, Léo Chauliac, Emmanuel Soudieux, Pierre Fouad y Ernst Engel. En 1947 grabó con su orquesta el título Hey-ba-ba-re-bop de André Salvador y ganó el Gran Premio del Disque.
Entre abril y mayo de 1950, Ekyan participó en las sesiones de Django Reinhardt en los estudios de la RAI en Roma. En la década de 1950 participó en la serie de radio Jazz Variétés, fundada por André Francis y Charles Delaunay. También actuó en el cine Rex y en la sala Alhambra. En 1955 dirigió su orquesta en el restaurante Maxim's. Ekyan también tocó en la orquesta de Ray Ventura junto a Henri Salvador.
En 1970, André Ekyan apareció en la película de Jean-Pierre Melville Cuatro en el círculo rojo, en la que interpretó el papel de Rico. 

## Enlaces web
- Bibliografía relacionada con André Ekyan en el catálogo de la Biblioteca Nacional de Alemania.

- Voila: musiciens jazz Paris
- keep swinging
- André Ekyan en AllMusic